# Кривцов Олександр Климентійович
Олександр Климентійович Кривцов — український державний діяч та дипломат. Генеральний консул Української Держави в Москві (5.07.1918-22.12.1918).

## Життєпис
28 травня 1903 року в листі до Бориса Грінченка зазначав, «що Шевченківський вечір таки відбувся у нас, я не буду описувати, Ви, може, чули».
14—22 вересня 1917 року брав участь у Всеросійській демократичній раді від земельного комітету.
З 5 липня по 22 грудня 1918 р. — очолював Генеральне консульство Української Держави в Москві. Надавав допомогу українцям у поверненні на Батьківщину. Увів обов'язковість вживання української мови в консульській установі в діловодстві та спілкуванні.. Брав участь у відкритті пам'ятника Тарасу Шевченку у Москві.